# La sirena (commedia)
(La sirena, atto unico, scena seconda)
La sirena è una commedia in versi di Giuseppe Giacosa. Venne rappresentata per la prima volta al Teatro Valle di Roma il 22 ottobre 1883; tra gli interpreti comparivano Eleonora Duse (Elena) e Flavio Andò (Federico).

## Trama
La scena si svolge in una villa di Elena, alla fine del XIX secolo.
Marco è ospite nella villa di campagna di Elena, una marchesa di cui è follemente innamorato. L'amico Federico cerca di dissuaderlo, consapevole che Elena, che paragona a Manon Lescaut, non è donna adatta a Marco.
Elena pensa all'amore come a una cosa sciocca, e ha deciso di partire per spegnere le speranze di Marco, il quale cerca disperatamente di trattenerla.
Marco ama scrivere versi, e mostra a Elena una poesia che aveva composto per la ragazza che amava un tempo, Maria, che in seguito è morta di disperazione perché l'amore con Marco era osteggiato dal padre.
Elena ricorda di avere già letto quegli stessi versi e scopre così che Maria è una giovane di cui pochi anni prima era divenuta amica. Maria, morente per la tristezza di cui soffriva, aveva chiesto a Elena di leggerle la poesia scritta per lei dall'amato, e aveva voluto che fosse Elena stessa a posarle quei fogli sul cuore quando fosse morta.
Elena, commossa dalle implorazioni di Marco, era stata sul punto di rinunciare a partire, ma ora la separazione è inevitabile.